# Беккер, Фабиан
Фабиан Беккер (нем. Fabian Bäcker; 28 мая 1990, Ротенбург-ан-дер-Фульда, Германия) — немецкий футболист, нападающий.

## Карьера
Фабиан прошёл множество футбольных школ, пока в июле 2004 года не стал игроком мёнхенгладбахской «Боруссии». В 2008 году он подписал контракт со второй командой Гладбаха. Дебют за вторую команду состоялся 21 сентября 2008 года в выездном матче пятого тура против второй команды «Шальке 04», который закончился вничью 1:1. Фабиан вышел на поле на 58-й минуте, заменив Ченгиза Кана. Всего в первом сезоне за вторую команду провёл 13 матчей, в которых дважды сумел отличиться.
В сезоне 2009/10 рассматривался как игрок основного состава второй команды, поэтому и провёл за чемпионат 27 игр, в которых забил пять мячей. Постепенно стал привлекаться в основную команду, а после зимнего перерыва тренировался с ней на полноценной основе. 16 января 2010 года Фабиан дебютировал в Бундеслиге в домашнем матче 18-го тура против «Бохума», который закончился неожиданным поражением со счётом 1:2. На 63-й минуте Фабиан вышел на поле, заменив Мозеса Ламиди, а на 80-й минуте он уже смог отличиться. Всего в первом сезоне в Бундеслиги сыграл две встречи.
Перед сезоном 2010/11 тренировался с основной командой. В апреле 2011 года Фабиан заключил контракт на два года с «Алеманией». Вскоре он был отдан в аренду второй команде «Боруссии». Во время летнего трансферного окна 2012 года Беккер перешёл в клуб третьей бундеслиги «Киккерс». Летом 2016 года стал игроком клуба Гессенлиги «Бавария» (Альценау), около года восстанавливался после тяжёлой травмы колена.

## Личная жизнь
5 мая 2014 года Фабиан Беккер и Сара Гайер поженились в городе Рёдермарк, свидетелем был Марко Ройс.